# Андрија Пејовић
Андрија Пејовић (Горњи Цеклин, код Цетиња, 11. август 1911 — Београд, 10. април 1997) био је учесник Народноослободилачке борбе, друштвено-политички радник СФРЈ и СР Црне Горе и народни херој Југославије.

## Биографија
Рођен је 11. августа 1911. године у Горњем Цеклину, код Цетиња. Потицао је из веома сиромашне породице, а већ у првој години живота је остао без оба родитеља. Мајка му је умрла пола године након порођаја, а отац Петар је погинуо у Првом балканском рату, 1912. године. Бригу о њему преузела је старија сестра, тада девојчица од непуних 10 година.
Основну школу је похађао у родном селу. Седам разреда гимназије је завршио на Цетињу, а осми разред и матуру је положио у Новом Врбасу, 1934. године. Након тога је у Суботици похађао Правни факултет, на коме је дипломирао јуна 1938. године. За време студија се прикључио револуционарном студентском покрету, а априла 1936. године је учествовао у штрајку студената Правног факултета. Тада је био рањен од једног студента-штрајкбрехера. Након завршених студија, затражио је државну службу, али је био одбијен, па је радио као адвокатски приправник у Бачком Петровом Селу и Старом Бечеју. Како је у међувремену одслужио војни рок и стекао чин резервног потпоручника, у току 1939. и 1940. године је провео око годину дана на војним вежбама. У току 1939. године је био примљен у чланство Комунистичке партије Југославије (КПЈ).
Јануара 1941. је поново био позван на војну вежбу и на њој га је на дужности командира вода у 34. пјешадијском пуку Југословенске војске у Суботици, затекао напад Сила осовина на Краљевину Југославију. Сутрадан 7. априла, његов пук је са мађарске границе био упућен за Лозницу, и ту је, заједно са десетинама хиљада војника из других јединица, предат Немцима. Андрија се тада, заједно са неколико другова упутио у Црну Гору, где је уз велике тешкоће крајем априла успео да стигне у родно село. Овде се повезао са партијском организацијом КП Југославије и активно се укључио у рад на организовању устанка.
У Тринаестојулском устанку, као командир герилског одреда, учествовао је у борби, за ослобођење Ријеке Црнојевића, а два дана касније у борби на Кошћелима, у којој је заробљен италијански Други батаљон граничне страже, који је, због интервенције према Цетињу и деблокаде цетињског гарнизона, био послат из Албаније. Од августа 1941. до средине јуна 1942. године био је командир Горњоцеклинске чете, командант батаљона „13. јул”, заменик команданта Ловћенског одреда, командант батаљона „Царев лаз” и командант Ловћенског партизанског одреда. Јединице којима је командовао водиле су успешне борбе против италијанског окупатора, а нарочито батаљон „Царев лаз”, који је у другој половини зиме 1941/42. великим делом онемогућио непријатељски саобраћај на комуникацији Подгорица—Цетиње.
Средином јуна 1942. године, након повлачења главнине партизанских снага из Црне Горе, био је упућен на политички рад на подручје Цетињског среза. Као секретар Међуопштинског комитета КПЈ за Ријечку и Љуботињску општину, на овом подручју је радио до капитулације Италије, 9. септембра 1943. године. Од септембра 1943. до половине августа 1944. године је био најпре политички комесар, а потом командант обновљеног Ловћенског партизанског одреда, па заменик команданта Шесте црногорске ударне бригаде и кратко време, начелник Другог одељења Штаба Другог ударног корпуса. Од половине августа до децембра 1944. године био је помоћник начелника Другог одељења Врховног штаба НОВ и ПОЈ, а од тада до краја рата делегат Врховног штаба при Штабу Прве бугарске армије.
Од завршетка рата до априла 1946. године је био шеф југословенске делегације за ратне злочине при Штабу Америчке армије за Европу, у Висбадену. Од априла 1946. до априла 1963. је радио у Савезном секретаријату за унутрашње послове ФНРЈ (ССУП), као начелник Контролног одељења, помоћник начелника и начелник Главне управе Народне милиције, помоћник Савезног секретара за унутрашње послове ФНРЈ и државни подсекретар, а од априла 1963. године је био савезни јавни правобранилац. Пензионисан је 1. јануара 1977. године. Имао је чин генерал-пуковника ЈНА у резерви, а био је члан Савета СР Црне Горе.
Умро је 10. априла 1997. године у Београду.
Носилац је Партизанске споменице 1941. и других југословенских одликовања, међу којима су Орден партизанске звезде другог реда, Орден за храброст и др. Орденом народног хероја је одликован 27. новембра 1953. године.